# André Marques
André Almeida Marques (Niterói, 24 de setembro de 1979) é um apresentador , DJ e ator brasileiro. Entre 1998 e 1999, foi o protagonista da quinta temporada do seriado adolescente Malhação.

## Carreira
Neto paterno de alemães e filho de Celizete Almeida e Otto Marques, André começou sua carreira de ator de TV no seriado da Rede Globo Malhação em 1995, onde participou da primeira até a terceira temporada. Em 1998, retornou ao seriado no final da quarta temporada e no mesmo ano foi o protagonista da quinta temporada. Em 2000, saiu em definitivo do seriado no meio da sexta temporada. 
Em 1996 fez uma participação no programa dominical Ponto a Ponto.
Em 2002 passou a ser apresentador do Vídeo Show, programa de variedades da Rede Globo, em substituição a Márcio Garcia, que anteriormente havia substituído Miguel Falabella. Em 2009, se juntaram a ele Geovanna Tominaga, Luigi Baricelli e Fiorella Mattheis, e o programa passou a ser ao vivo.
Já apresentou o Brazilian Day in New York no Brazilian Day. No dia 3 de julho de 2009 André teve a confirmação de ter gripe suína. A causa mais provável é que o ator tenha contraído o vírus H1N1 após gravar um quadro para o programa Estrelas na Argentina.
Na vigésima temporada de Malhação, André Marques voltou a interpretar seu antigo personagem, Mocotó, que ele havia feito durante as 6 primeiras temporadas.
Em 2014, assumiu o comando do programa musical SuperStar na Rede Globo, ao lado de Fernanda Lima. Em setembro de 2014 leva o prêmio do Super Chef no programa Mais Você de Ana Maria Braga, ganhando 50 mil reais, ficando a atriz Paula Barbosa em segundo lugar e em terceiro o ator Thiago Mendonça. André no final do programa ao vivo, diz que doará parte de seu prêmio, 5 mil ao terceiro colocado, que não ganharia prêmio, e 5 mil ao já eliminado ator Fábio Lago, com quem fez uma parceria durante o programa e acabou o eliminando nos votos do público. Revela-se um grande conhecedor da culinária, arrancando sempre elogios dos jurados.
Em janeiro de 2017 passou a substituir o apresentador Tiago Leifert (redesignado ao Big Brother Brasil) na segunda temporada do "The Voice Kids".
Em outubro de 2020, foi confirmado como apresentador do The Voice +. O programa estreou em janeiro de 2021. André também foi confirmado como apresentador da quinta temporada do reality show No Limite, deixando seu posto de apresentador do The Voice Kids para Márcio Garcia.
Em 30 de maio de 2022 o apresentador anunciou a saída  da TV Globo.

## Filmografia

### Televisão
| Ano           | Título                        | Função       | Nota                                 | Emissora |
| ------------- | ----------------------------- | ------------ | ------------------------------------ | -------- |
| 2002–13       | Vídeo Show                    | Apresentador |                                      | TV Globo |
| 2003–12       | Vídeo Show Retrô              | Apresentador | Especiais de fim de ano              | TV Globo |
| 2006–08       | Brazilian Day                 | Apresentador |                                      | TV Globo |
| 2008–11       | Festival de Verão de Salvador | Apresentador |                                      | TV Globo |
| 2011          | Rock in Rio                   | Apresentador |                                      | TV Globo |
| 2012          | Video Game Verão              | Apresentador |                                      | TV Globo |
| 2013          | Criança Esperança             | Apresentador | Mesão da Esperança                   | TV Globo |
| 2014–15       | Superstar                     | Apresentador | Temporadas 1–2                       | TV Globo |
| 2014–17       | Mais Você                     | Apresentador | Durante as férias de Ana Maria Braga | TV Globo |
| 2015–22       | É de Casa                     | Apresentador |                                      | TV Globo |
| 2015–16       | Criança Esperança             | Apresentador | Mesão da Esperança                   | TV Globo |
| 2017–20       | The Voice Kids                | Apresentador | Temporadas 2–4                       | TV Globo |
| 2021          | No Limite                     | Apresentador | Temporada 5                          | TV Globo |
| 2021          | No Limite – A Eliminação      | Apresentador |                                      | TV Globo |
| 2021          | The Voice Brasil              | Apresentador | Fase "Tira Teima" em diante          | TV Globo |
| 2021–22       | The Voice +                   | Apresentador | Temporadas 1–2                       | TV Globo |
| 2022-presente | Mega da Virada                | Apresentador |                                      | TV Globo |
| 2025          | Vídeo Show                    | Apresentador | Especial 60 anos da TV Globo         | TV Globo |

| Ano     | Título                        | Função                      | Notas                                    |
| ------- | ----------------------------- | --------------------------- | ---------------------------------------- |
| 1995–97 | Malhação                      | Alexandre Ferreira (Mocotó) | Temporadas 1–3                           |
| 1996    | Malhação de Verão             | Alexandre Ferreira (Mocotó) |                                          |
| 1997    | Alice no País da Música       | Entregador de pizza         | Especial de fim de ano                   |
| 1998    | Você Decide                   | Pedro Batista               | Episódio: "Trágico, Se não Fosse Cômico" |
| 1998–00 | Malhação                      | Alexandre Ferreira (Mocotó) | Temporadas 5–6                           |
| 2001    | Sai de Baixo                  | Kiko                        | Episódio: "Caco Pai e Caco Filho"        |
| 2004    | Celebridade                   | Ele mesmo                   | Episódio: "31 de março"                  |
| 2006    | Belíssima                     | Ele mesmo                   | Episódio: "7 de julho"                   |
| 2007    | Paraíso Tropical              | Ele mesmo                   | Episódio: "9 de junho"                   |
| 2009    | Natal de Luz da Xuxa          | Jingle                      | Especial de fim de ano                   |
| 2012    | Malhação: Intensa como a Vida | Alexandre Ferreira (Mocotó) | Episódios" 13–24 de agosto"              |
| 2017    | Brasil a Bordo                | Luís Sérgio                 | Episódio: "11"                           |

### Cinema
| Ano  | Título                                         | Personagem |
| ---- | ---------------------------------------------- | ---------- |
| 2004 | Um Show de Verão                               | Cássio     |
| 2009 | Xuxa e o Mistério de Feiurinha                 | Edson      |
| 2015 | Até que a Sorte nos Separe 3: A Falência Final | Ele mesmo  |